# Vendresse Churchyard
Pour les articles homonymes, voir Vendresse (homonymie).
Le   Vendresse Churchyard est un cimetière militaire de la Première Guerre mondiale, situé sur le territoire de la commune de Vendresse-Beaulne, dans le département de l'Aisne, au sud de Laon.

Un autre cimetière britannique est implanté sur le territoire de la commune: Vendresse British Cemetery.

## Localisation
Ce cimetière est situé au nord-est du village, à l'angle nord du cimetière de l'église.

## Histoire

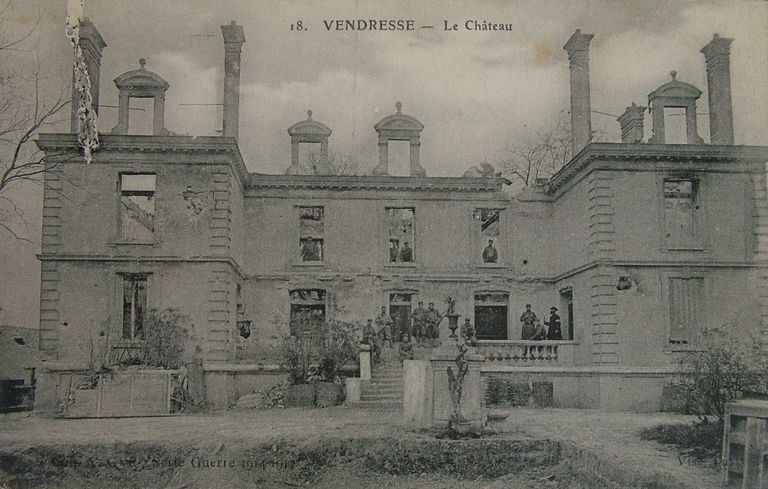
Le château de Vendresse incendié par les Allemands en 1917.

Situé en bordure du Chemin des Dames, le secteur de Vendresse-et-Troyon et Beaulne fut le théâtre de violents combats répétés auxquels participèrent les troupes britanniques du 13 septembre au 16 octobre 1914 date à laquelle les Britanniques quittèrent l'Aisne pour combattre sur le front de la Somme et du Pas-de-Calais.

En mai 1918, à la suite d'un accord franco-britannique, les soldats britanniques vinrent prendre du repos dans ce secteur devenu calme. 

Le 27 mai 1918, Ludendorff lança sa quatrième offensive de printemps. De nombreux britanniques périrent lors de cette attaque.

Ce cimetière de l'église a été constitué après l'Armistice par la concentration de tombes provenant cimetières provisoires des environs.

Il y a 83 victimes de la guerre 1914-18 commémorées sur ce site dont 40 sont non identifiées 
.

## Caractéristiques
Ce  cimetière a un plan carré de 9 m de côté.

Il est entouré d'un muret de pierre calcaire sur 3 côtés.
Ce cimetière a été conçu par William Harrison Cowlishaw.

## Sépultures
| Pays        | Sépultures |
| ----------- | ---------- |
| Royaume-Uni | 83         |